# Sągole
Sągole – wieś w Polsce położona w województwie mazowieckim, w powiecie sokołowskim, w gminie Kosów Lacki. Ma status sołectwa.
W latach 1975–1998 miejscowość administracyjnie należała do województwa siedleckiego.
Mieszkańcy wyznania rzymskokatolickiego należą do parafii św. Wojciecha w Skibniewie-Podawcach.
Wieś Sągole powstała wskutek wydzielenia się części gruntów należących do wsi Kurcze na początku XVI wieku. W roku 1525 w aktach sądowych drohickich pojawia się Stanisław „Sągol” (Stanislao Zagol) z Kurczów. Wyrokiem sądu Stanisław Dybowski miał być wprowadzony w swe dobra, do których go nie dopuszczał Stanisław „Zagol” z Kurczów, co miał wyegzekwować woźny Piotr Trzciński. Od jego to przydomku wziął nazwę przysiółek Sągole (= Sągolowie) powstały na gruntach wsi Kurcze. W 1561 roku w dokumentach pojawia się określenie „grunty Sągolów”.